# Tarfaya
Tarfaya (în arabă طرفاية; spaniolă Villa Bens) este un oraș în Maroc.